# ハリソン・マンザラ
ハリソン・マンザラ（Harrison Manzala、1994年3月6日 - ）は、コンゴ民主共和国のサッカー選手。ポジションはMF。ル・マンFC所属。

## 経歴
2013年5月3日のFCイストル戦でプロデビュー。1週間後のル・マンFC戦で初得点を記録。

## 人物
オリンピック・マルセイユのファンであることを公言している。